# Guéric Kervadec
Guéric Kervadec (* 9. Januar 1972 in La Garenne-Colombes/Frankreich) ist ein ehemaliger französischer Handballspieler.
Guéric Kervadec, der zuletzt für den US Créteil (Rückennummer 7) spielte und früher für die französische Männer-Handballnationalmannschaft (Rückennummer 7) auflief, galt als einer der besten Kreisläufer der Welt.
Nach dem Umzug seiner Familie nach Belley spielte Kervadec noch in dieser Gemeinde, bevor er dann 1988 bei Vénissieux HB seinen ersten Profivertrag erhielt. Hier wurde er 1992 französischer Meister sowie 1991 und 1992 Pokalsieger. 1993 wechselte er für eine Saison zu USAM Nîmes, wo er erneut Pokalsieger wurde, bevor er 1994 bei US Créteil anheuerte. Auch hier wurde er 1997 Pokalsieger. Im selben Jahr wechselte er dann zum SC Magdeburg in die Handball-Bundesliga. Mit den Elbestädtern holte er 1999 und 2001 den EHF-Cup und wurde Deutscher Meister 2001. Im Jahr 2002 gewann Guéric Kervadec mit dem SC Magdeburg die EHF Champions League. 2002 kehrte er nach Créteil zurück und ließ dort seine Karriere ausklingen. 2003 gewann er den Ligapokal, 2004 wurde er noch einmal Vizemeister.
Guéric Kervadec hat bis zum 7. Februar 2005 insgesamt 217 Länderspiele für die französische Nationalmannschaft bestritten. 1995 wurde er mit Frankreich Weltmeister; 1997 und 2005 holte er WM-Bronze.
2003 wurde Kervadec in die Hall of Fame des SC Magdeburg aufgenommen. Seitdem hängt sein Trikot unter dem Dach der Bördelandhalle.
Eine schwere Schulterverletzung zwang Guéric Kervadec im Dezember 2009, einen Schlusspunkt hinter seine aktive Laufbahn zu setzen.